# Пітер Дорошенко
Пітер Дорошенко (нар. 1962 р. у Чикаго, Іллінойс, США) — директор Українського Музею, Нью-Йорк, Нью-Йорк, США.

## Життя і кар'єра
До свого приїзду в Нью-Йорк Дорошенко був виконавчим директором Dallas Contemporary, Даллас, Техас, США. Протягом останніх тридцяти років він обіймав посади директора та куратора, зокрема в Pinchuk Art Center, Київ, Україна; Балтійський центр сучасного мистецтва, Гейтсхед, Англія ; SMAK — Stedelijk Museum voor Actuele Kunst, Гент, Бельгія ; inova (Інститут візуальних мистецтв), Мілуокі ; Музей сучасного мистецтва, Х'юстон ; і Музей мистецтв Еверсон, Сіракузи.
Дорошенко написав або брав участь у кількох книгах і численних каталогах виставок про творчість таких митців: Карлос Ролон, FriendsWithYou, Дора Гарсія, Джозеф Гавел, Урі Цайг, Адріана Варежао, Ервін Вурм і Лю Сяодун. У 2010 році він опублікував монографію про колекціонерів, які побудували власні персональні музеї під назвою «Приватні простори для сучасного мистецтва», спільно з Rispoli Books, Брюссель.
З 1998 по 2006 рік Дорошенко був запрошеним лектором у Основній програмі Школи мистецтв Glassell, Х'юстон, а з 2004 по 2006 рік — в Університеті мистецтва Анжевандте Кунст, Відень. Протягом багатьох років він також читав лекції в інших програмах післядипломної освіти та резиденціях, зокрема: de Ateliers, Амстердам ; Hoger Instituut voor Schone Kunsten, Антверпен ; Академія Яна ван Ейка, Маастрихт ; Pavillon/Palais de Tokyo, Париж ; та Програма незалежного навчання Вітні, Нью-Йорк.
З 1996 по 1998 роки Дорошенко був членом опікунської ради Центру сучасного мистецтва Сороса в Києві. У 2002 році Франція нагородила Дорошенка кавалером ордена мистецтв і літератури за його роботу з французькими митцями та постструктуралістську теорію. У 2007, 2009 та 2017 роках він був комісаром українського павільйону на Венеціанській бієнале, а в 2010 році Дорошенко був співкуратором Пусанської бієнале, Південна Корея. У 2012 році Дорошенко був науковим співробітником Фонду Брауна в Maison de Dora Maar, Ménerbes, Франція.